# Дансе (Орн)
Дансе́ (фр. Dancé) — колишній муніципалітет у Франції, у регіоні Нормандія, департамент Орн. Населення — 371 осіб (2011).
Муніципалітет був розташований на відстані близько 130 км на південний захід від Парижа, 125 км на південний схід від Кана, 50 км на схід від Алансона.

## Історія
До 2015 року муніципалітет перебував у складі регіону Нижня Нормандія. Від 1 січня 2016 року належав до нового об'єднаного регіону Нормандія.
1 січня 2016 року Дансе, Колонар-Корюбер, Носе, Прео-дю-Перш, Сент-Обен-де-Груа i Сен-Жан-де-ла-Форе було об'єднано в новий муніципалітет Перш-ан-Носе.

## Демографія
Динаміка населення (INSEE ):
Розподіл населення за віком та статтю (2006):
| Стать | Всього | До 15 років | 15-24 | 25-44 | 45-64 | 65-85 | Понад 85 |
| --- | ------ | ----------- | ----- | ----- | ----- | ----- | -------- |
| Чоловіки | 184    | 36          | 12    | 72    | 44    | 20    | 0        |
| Жінки | 208    | 52          | 16    | 48    | 48    | 44    | 0        |
| \| Статево-вікова піраміда \| Статево-вікова піраміда \| Статево-вікова піраміда \| \| ----------------------- \| ----------------------- \| ----------------------- \| \| Чоловіки \| Вік \| Жінки \| \| 0 \| 85 + \| 0 \| \| 8 \| 80-84 \| 8 \| \| 4 \| 75-79 \| 12 \| \| 8 \| 70-74 \| 16 \| \| 0 \| 65-69 \| 8 \| \| 12 \| 60-64 \| 4 \| \| 12 \| 55-59 \| 12 \| \| 12 \| 50-54 \| 16 \| \| 8 \| 45-49 \| 16 \| \| 40 \| 40-44 \| 12 \| \| 4 \| 35-39 \| 20 \| \| 16 \| 30-34 \| 12 \| \| 12 \| 25-29 \| 4 \| \| 8 \| 20-24 \| 8 \| \| 4 \| 15-20 \| 8 \| \| 28 \| 10-14 \| 20 \| \| 8 \| 5-9 \| 20 \| \| 0 \| 0-4 \| 12 \| |        |             |       |       |       |       |          |
| Статево-вікова піраміда |        |             |       |       |       |       |          |
| Чоловіки | Вік    | Жінки       |       |       |       |       |          |
| 0 | 85 +   | 0           |       |       |       |       |          |
| 8 | 80-84  | 8           |       |       |       |       |          |
| 4 | 75-79  | 12          |       |       |       |       |          |
| 8 | 70-74  | 16          |       |       |       |       |          |
| 0 | 65-69  | 8           |       |       |       |       |          |
| 12 | 60-64  | 4           |       |       |       |       |          |
| 12 | 55-59  | 12          |       |       |       |       |          |
| 12 | 50-54  | 16          |       |       |       |       |          |
| 8 | 45-49  | 16          |       |       |       |       |          |
| 40 | 40-44  | 12          |       |       |       |       |          |
| 4 | 35-39  | 20          |       |       |       |       |          |
| 16 | 30-34  | 12          |       |       |       |       |          |
| 12 | 25-29  | 4           |       |       |       |       |          |
| 8 | 20-24  | 8           |       |       |       |       |          |
| 4 | 15-20  | 8           |       |       |       |       |          |
| 28 | 10-14  | 20          |       |       |       |       |          |
| 8 | 5-9    | 20          |       |       |       |       |          |
| 0 | 0-4    | 12          |       |       |       |       |          |

## Економіка
2010 року серед 260 осіб працездатного віку (15—64 років) 201 була активною, 59 — неактивними (показник активності 77,3%, у 1999 році було 75,8%). З 201 активної мешканців працювало 189 осіб (106 чоловіків та 83 жінки), безробітними було 12 (5 чоловіків та 7 жінок). Серед 59 неактивних 15 осіб було учнями чи студентами, 26 — пенсіонерами, 18 були неактивними з інших причин.

У 2010 році в муніципалітеті числилось 151 оподатковане домогосподарство, у яких проживали 403,0 особи, медіана доходів виносила 18 371 євро на одного особоспоживача